# Gryllotalpa
Gryllotalpa is een geslacht van rechtvleugeligen uit de familie veenmollen (Gryllotalpidae). De wetenschappelijke naam van dit geslacht is voor het eerst geldig gepubliceerd in 1802 door Latreille.

## Soorten
Het geslacht Gryllotalpa omvat de volgende soorten:
- Gryllotalpa africana Beauvois, 1805
- Gryllotalpa australis Erichson, 1842
- Gryllotalpa babinda Otte & Alexander, 1983
- Gryllotalpa brachyptera Tindale, 1928
- Gryllotalpa breviabdominis Ma & Zhang, 2011
- Gryllotalpa brevilyra Townsend, 1983
- Gryllotalpa bulla Townsend, 1983
- Gryllotalpa chinensis Westwood, 1838
- Gryllotalpa choui Ma & Zhang, 2010
- Gryllotalpa coarctata Walker, 1869
- Gryllotalpa cophta Haan, 1842
- Gryllotalpa cossyrensis Baccetti & Capra, 1978
- Gryllotalpa cultriger Uhler, 1864
- Gryllotalpa cycloptera Ma & Zhang, 2011
- Gryllotalpa debilis Gerstaecker, 1869
- Gryllotalpa dentista Yang, 1995
- Gryllotalpa devia Saussure, 1877
- Gryllotalpa elegans Chopard, 1934
- Gryllotalpa formosana Shiraki, 1930
- Gryllotalpa fulvipes Saussure, 1877
- Gryllotalpa fusca Chopard, 1930
- Gryllotalpa gorkhana Ingrisch, 2006
- Gryllotalpa gracilis Chopard, 1930
- Gryllotalpa gryllotalpa Linnaeus, 1758
- Gryllotalpa henana Cai & Niu, 1998
- Gryllotalpa hirsuta Burmeister, 1838
- Gryllotalpa howensis Tindale, 1928
- Gryllotalpa inermis Chopard, 1925
- Gryllotalpa insulana Chopard, 1954
- Gryllotalpa isfahan Ingrisch, Nikouei & Hatami, 2006
- Gryllotalpa jinxiuensis You & Li, 1990
- Gryllotalpa krimbasi Baccetti, 1992
- Gryllotalpa krishnani Arun Prasanna, Anbalagan, Pandiarajan, Dinakaran & Krishnan, 2012
- Gryllotalpa mabiana Ma, Xu & Takeda, 2008
- Gryllotalpa madecassa Chopard, 1920
- Gryllotalpa major Saussure, 1874
- Gryllotalpa marismortui Broza, Blondheim & Nevo, 1998
- Gryllotalpa maroccana Baccetti, 1987
- Gryllotalpa microptera Chopard, 1939
- Gryllotalpa micropthalma Chopard, 1936
- Gryllotalpa minuta Burmeister, 1838
- Gryllotalpa monanka Otte & Alexander, 1983
- Gryllotalpa nitens Ingrisch, 2006
- Gryllotalpa nitidula Serville, 1838
- Gryllotalpa nymphicus Tan, 2012
- Gryllotalpa obscura Chopard, 1966
- Gryllotalpa octodecim Baccetti & Capra, 1978
- Gryllotalpa orientalis Burmeister, 1838
- Gryllotalpa ornata Walker, 1869
- Gryllotalpa oya Tindale, 1928
- Gryllotalpa parva Townsend, 1983
- Gryllotalpa pilosipes Tindale, 1928
- Gryllotalpa pluridens Townsend, 1983
- Gryllotalpa pluvialis Mjoberg, 1913
- Gryllotalpa pygmaea Ingrisch, 1990
- Gryllotalpa quindecim Baccetti & Capra, 1978
- Gryllotalpa robusta Townsend, 1983
- Gryllotalpa rufescens Chopard, 1948
- Gryllotalpa sedecim Baccetti & Capra, 1978
- Gryllotalpa septemdecimchromosomica Ortiz, 1958
- Gryllotalpa spissidens Townsend, 1983
- Gryllotalpa stepposa Zhantiev, 1991
- Gryllotalpa tali Broza, Blondheim & Nevo, 1998
- Gryllotalpa unispina Saussure, 1874
- Gryllotalpa viginti Baccetti & Capra, 1978
- Gryllotalpa vigintiunum Baccetti, 1991
- Gryllotalpa vineae Bennet-Clark, 1970
- Gryllotalpa wallace Tan, 2012
- Gryllotalpa wudangensis Li, Ma & Xu, 2007